# 杰西·布兰森
赫尔曼·杰西·布兰森（英語：Herman Jesse Branson，1942年1月7日—2014年11月2日），美国NBA联盟职业篮球运动员。他在1965年的NBA选秀中第2轮第13顺位被费城76人选中。